# الحرب الكريتية (205-200 ق.م)
```
الحرب الكريتية
 (205–200 ق.م) هي حرب حدثت بين الملك 
فيليب الخامس ملك مقدونيا
، 
والاتحاد الأيتوليي
، والعديد من المدن الكريتية (التي كان أهمها 
أولوس
 (Olous) 
وإيرابترا
) والقراصنة 
الإسبرطيين
 ضد قوات 
رودس
 ولاحقا 
أتالوس الأول
 (Attalus I) من 
بيرغامون
 
وبيزنطة
 
وكيزيكوس
 
وأثينا
 
وكنوسوس
.
```

كان المقدونيون قد انتهوا للتو من الحرب المقدونية الأولى و رأي فيليب فرصة لهزيمة رودس، وقام بتشكيل تحالف مع القراصنة الأيتوليين والإسبرطيين والذين بدأوا في مداهمة السفن الرودسية. شكل فيليب أيضاً تحالفا مع العديد من المدن الكريتية الهامة، مثل إيرابترا وأولوس. ومع الأسطول والاقتصاد الرودسي الذي يعاني من نهب القراصنة، اعتقد فيليب أن فرصته في سحق رودس كانت في متناول يده. وللمساعدة في تحقيق هدفه، قام بتشكيل تحالف مع ملك الإمبراطورية السلوقية، أنطيوخوس الثالث، ضد بطليموس الخامس في مصر (كانت الإمبراطورية السلوقية ومصر هما دولتي ملوك طوائف الإسكندر الأخريين). بدأ فيليب بمهاجمة أراضي بطليموس وحلفاء رودس في تراقيا وحول بحر مرمرة.
في عام 202 ق.م، ضمت رودس وحلفاؤها بيرغامون وكيزيكوس وبيزنطة أساطيلهم وهزمت فيليب في معركة خيوس (Battle of Chios (201 BC)). بعد بضعة أشهر فقط، هزم أسطول فيليب الروديين في لادي (Battle of Lade (201 BC)). بينما كان فيليب ينهب أراضي بيرغامون ويهاجم المدن في كاريا، ذهب أتالوس الأول من بيرغامون إلى أثينا في محاولة لإحداث تغيير. نجح في تأمين تحالف مع الأثينيين، الذين أعلنوا الحرب على الفور على المقدونيين. لم يستطع ملك مقدونيا البقاء هادئاً. هاجم أثينا بسلاحه البحري ومع بعض المشاة. لكن الرومان حذروه من الانسحاب أو مواجهة الحرب مع روما. بعد معاناة الهزيمة على أيدي الأسطولين الرودسي والبيرغاموني، انسحب فيليب، ولكن ليس قبل مهاجمة مدينة أبيدوس (Abydos (Hellespont)) على الدردنيل. سقطت أبيدوس بعد حصار طويل وانتحر معظم سكانها. فيليب رفض الإنذار الروماني لوقف الهجوم على الدول اليونانية وأعلن الرومان الحرب على مقدونيا. ترك هذا المدن الكريتية بدون حلفاء رئيسيين، وانضمت أكبر مدينة في كريت، كنوسوس، إلى رودس. في مواجهة هذا الاتحاد، استسلمت كل من إيرابترا وأولوس وأجبرتا على التوقيع على معاهدة مواتية لرودس وكنوسوس.